# Cereus aethiops
Espèce
Statut de conservation UICN

 LC  : Préoccupation mineure
Cereus aethiops  est une espèce de plantes de la famille des Cactaceae (Cactus).